# Tunnel de Thu Thiem
Le tunnel de la rivière Saïgon (vietnamien : Đường hầm sông Sài Gòn) ou tunnel Thu Thiem (vietnamien : Hầm Thủ Thiêm) est un tunnel passant sous la rivière de Saïgon à Hô Chi Minh-Ville au Viêt Nam,. 

## Présentation
Le tunnel, à six voies routières, relie le 1er arrondissement d'Hô Chi Minh-Ville à la nouvelle zone urbaine de Thủ Thiêm dans le 2e arrondissement.
Le tunnel, long de 1 490 m, a été construit par un consortium de 4 entreprises japonaises Obayashi Corporation, Taisei Corporation,  Kumagai-Kajima et TOA Corporation.
Cet ouvrage a donné lieu à la construction de plus de  75 000 m2 de parois moulées et barrettes réalisées en sous-traitance par Soletanche Bachy Ltd et Soletanche Bachy Vietnam.  
Il a pu être construit grâce à des capitaux de l'aide publique au développement de l'agence de coopération internationale du Japon.
Le centre-ville était relié à la nouvelle zone urbaine de Thu Thiem par un certain nombre de ponts, dont le pont de Thủ Thiêm, le pont Phu My et le pont Ba Son. 
En reliant les deux rives du fleuve et réduisant la charge pour le pont de Saïgon et le ferry Thu Thiem, cet ouvrage permet le développement de la ville.
Le tunnel transporte environ 45 000 automobiles et 15 000 motos par jour sur trois voies dans chaque sens. 
Le tunnel a été officiellement inauguré le 20 novembre 2011 après près de 7 ans de construction.
L'ouvrage est considéré comme le viaduc le plus moderne d'Asie du Sud-Est.

## Galerie

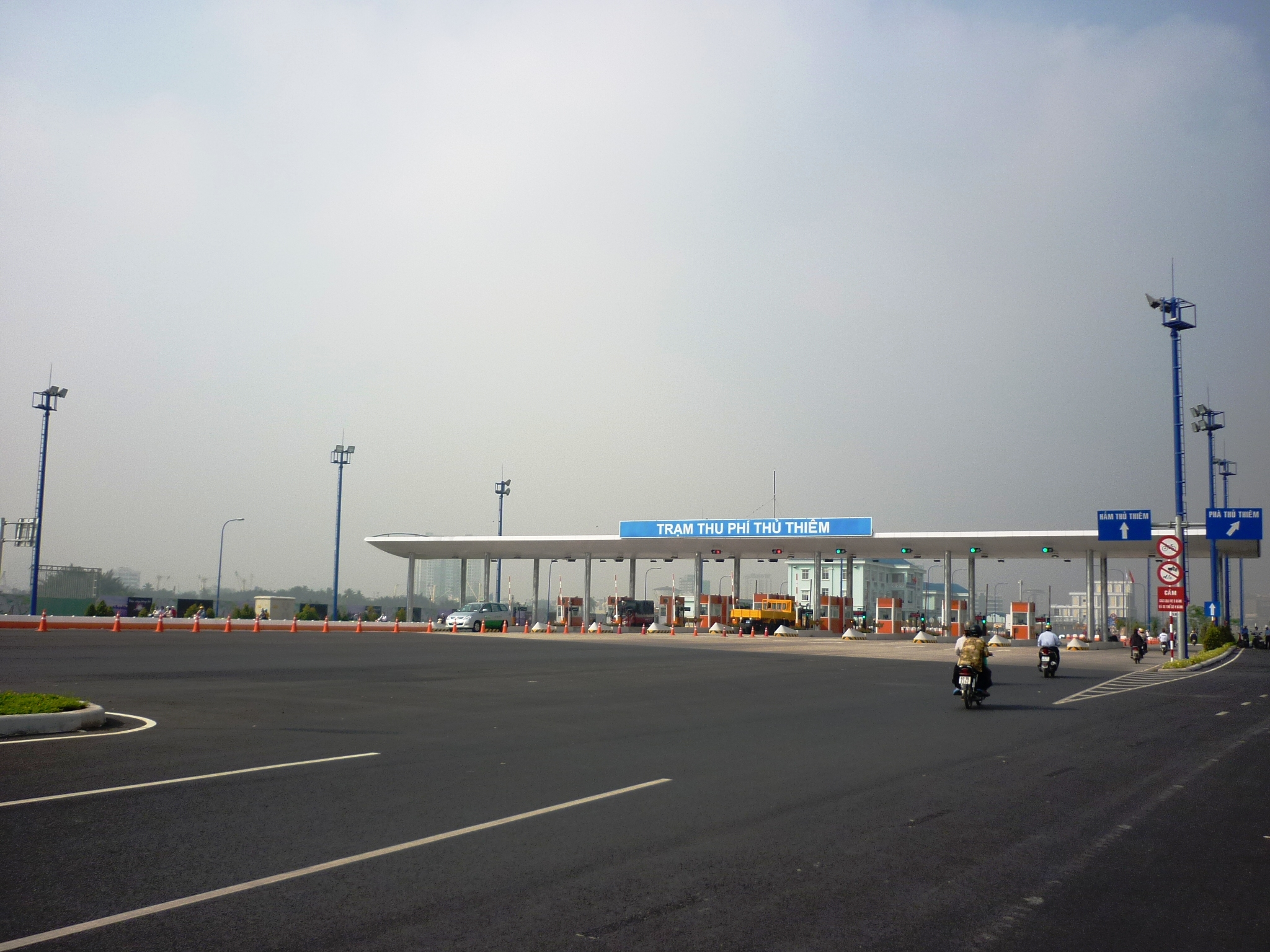
Péage du tunnel.
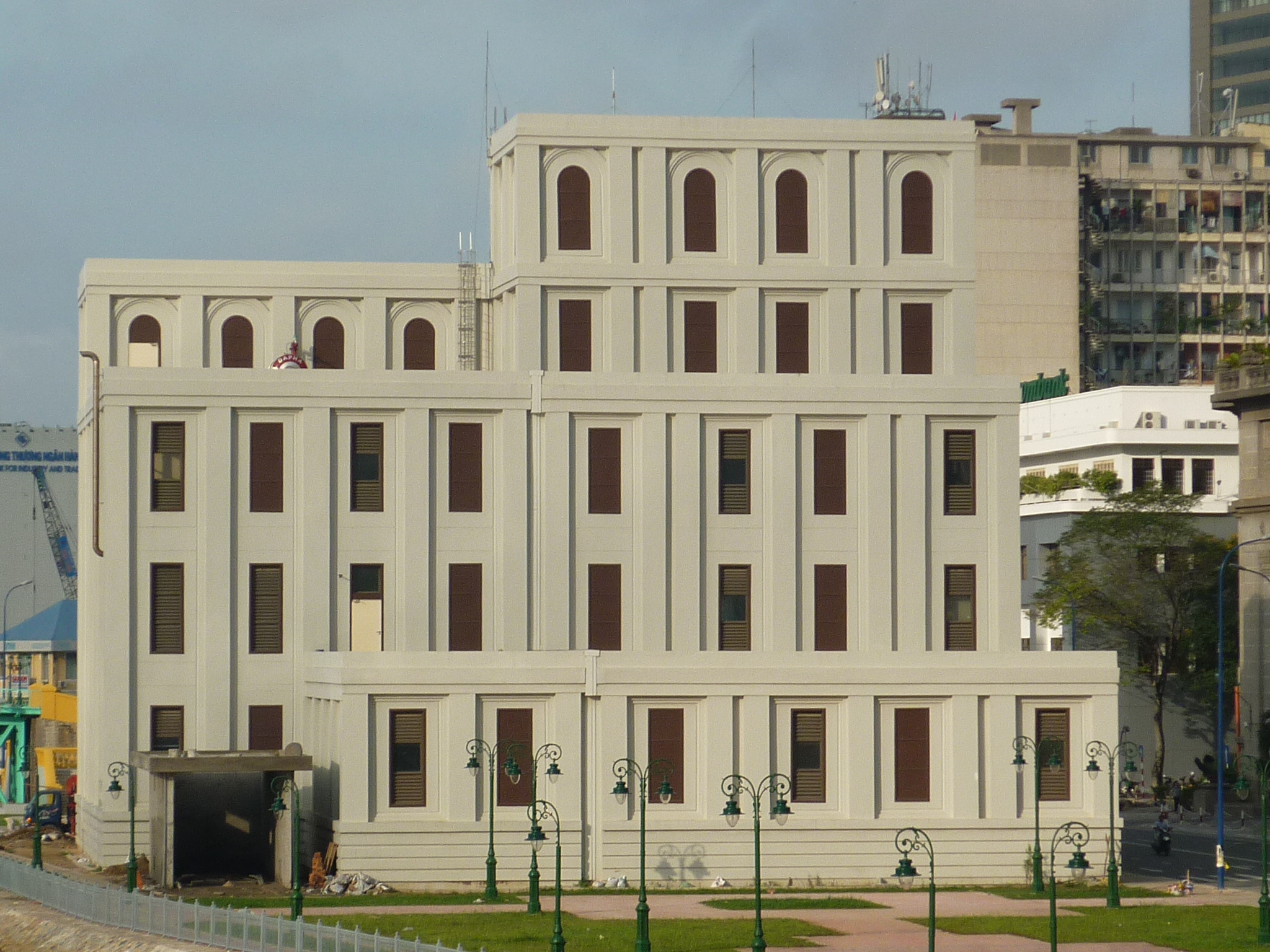
Tour de ventilation du tunnel.
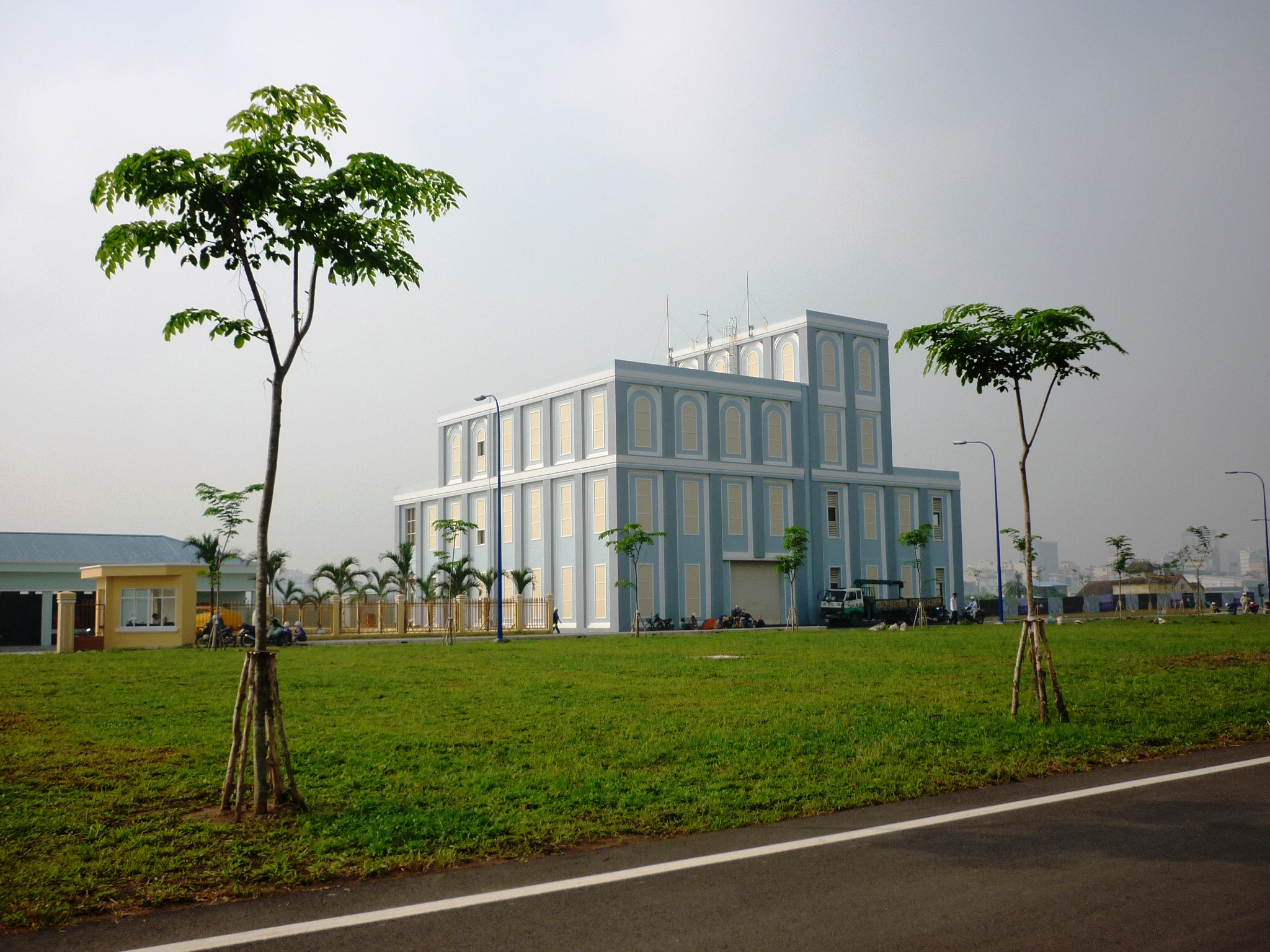
Tour de ventilation.
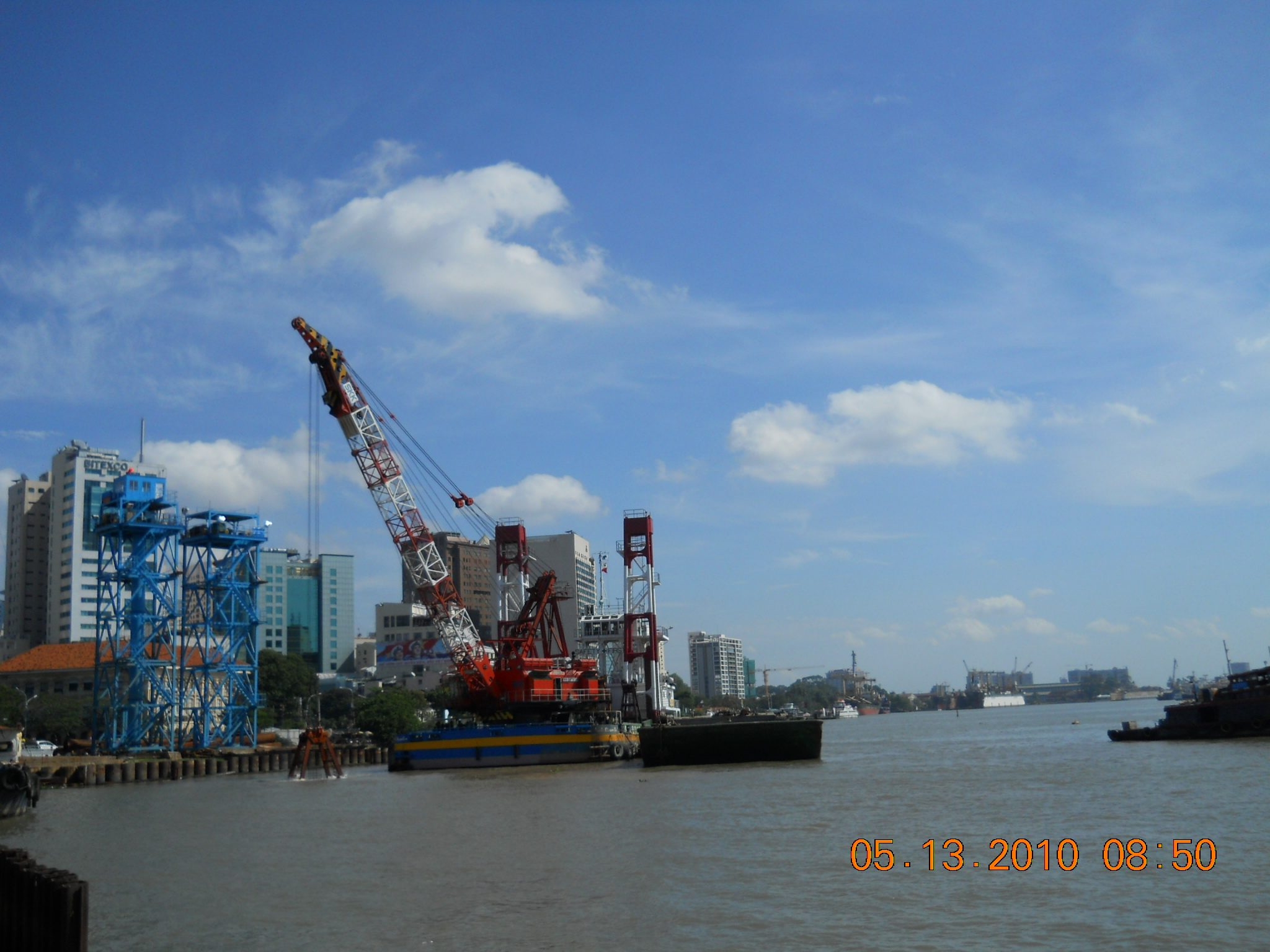
Construction du tunnel.
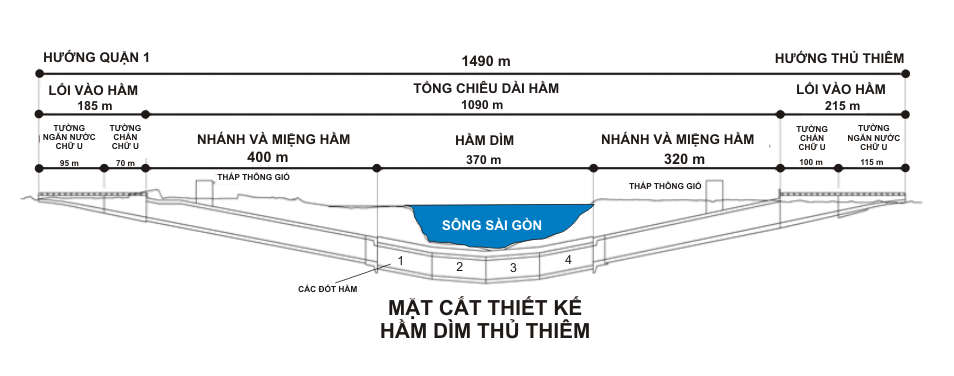
Plan du tunnel.